# Segretario dell'energia degli Stati Uniti d'America
Il Segretario dell'Energia degli Stati Uniti d'America (in inglese United States Secretary of Energy) è un membro del gabinetto del Presidente degli Stati Uniti d'America ed è il capo del Dipartimento dell'Energia degli Stati Uniti d'America.

## Elenco
| No. | Foto | Nome                 | Stato di residenza | Mandato          | Mandato          | Partito      | Presidente | Presidente        |
| No. | Foto | Nome                 | Stato di residenza | Inizio           | Termine          | Partito      | Presidente | Presidente        |
| --- | ---- | -------------------- | ------------------ | ---------------- | ---------------- | ------------ | ---------- | ----------------- |
| 1   |      | James R. Schlesinger | Virginia           | 6 agosto 1977    | 23 agosto 1979   | Repubblicano |            | Jimmy Carter      |
| 2   |      | Charles Duncan Jr.   | Texas              | 24 agosto 1979   | 20 gennaio 1981  | Democratico  |            | Jimmy Carter      |
| 3   |      | James B. Edwards     | Carolina del Sud   | 23 gennaio 1981  | 5 novembre 1982  | Repubblicano |            | Ronald Reagan     |
| 4   |      | Donald P. Hodel      | Oregon             | 5 novembre 1982  | 7 febbraio 1985  | Repubblicano |            | Ronald Reagan     |
| 5   |      | John S. Herrington   | California         | 7 febbraio 1985  | 20 gennaio 1989  | Repubblicano |            | Ronald Reagan     |
| 6   |      | James D. Watkins     | California         | 1º marzo 1989    | 20 gennaio 1993  | Repubblicano |            | George H. W. Bush |
| 7   |      | Hazel O'Leary        | Virginia           | 22 gennaio 1993  | 20 gennaio 1997  | Democratico  |            | Bill Clinton      |
| 8   |      | Federico Peña        | Colorado           | 12 marzo 1997    | 30 giugno 1998   | Democratico  |            | Bill Clinton      |
| 9   |      | Bill Richardson      | New Mexico         | 18 agosto 1998   | 20 gennaio 2001  | Democratico  |            | Bill Clinton      |
| 10  |      | Spencer Abraham      | Michigan           | 20 gennaio 2001  | 1º febbraio 2005 | Repubblicano |            | George W. Bush    |
| 11  |      | Samuel Bodman        | Illinois           | 1º febbraio 2005 | 20 gennaio 2009  | Repubblicano |            | George W. Bush    |
| 12  |      | Steven Chu           | California         | 20 gennaio 2009  | 22 aprile 2013   | Democratico  |            | Barack Obama      |
| 13  |      | Ernest Moniz         | Massachusetts      | 21 maggio 2013   | 20 gennaio 2017  | Democratico  |            | Barack Obama      |
| 14  |      | Rick Perry           | Texas              | 2 marzo 2017     | 1º dicembre 2019 | Repubblicano |            | Donald Trump      |
| 15  |      | Dan Brouillette      | Texas              | 4 dicembre 2019  | 20 gennaio 2021  | Repubblicano |            | Donald Trump      |
| 16  |      | Jennifer Granholm    | Michigan           | 25 febbraio 2021 | 20 gennaio 2025  | Democratico  |            | Joe Biden         |
| 17  |      | Chris Wright         | Colorado           | 3 febbraio 2025  | in carica        | Repubblicano |            | Donald Trump      |